# Kritikus tömeg (szociológia)
Eredetileg a fizikából vett fogalom arra utal, hogy bizonyos eredmény eléréséhez az eszközök egy meghatározott (általában jelentős) mennyisége mindenképpen szükséges, ennek elérésekor tehát ugrásszerűen javul az eredményesség. Így a kritikus mennyiséget még el nem érő „alapszintű” tevékenység és a többlettevékenység szinergikus viszonyban áll, egymás hatását felerősítik.
Ha a radioaktív anyagok hasadása során önfenntartó láncreakció jön létre, akkor nevezik a reaktor tömegét kritikus tömegnek.
A „kritikus tömeg” kifejezést a fizika „találta fel”. Újabban előszeretettel emlegetik a tudományos kutatás eredményességének előfeltételei között.
A tetszetős fogalom kínálja magát és valóban alkalmas bizonyos társadalmi jelenségek szemléltetésére. A nagyvárosi közlekedés autós dominanciáját megváltoztatni kívánó biciklisták tökéletes névválasztással keresztelték el felvonulási akciójukat „Kritikus Tömeg”-nek. Itt a kétkerekű közlekedők mindegyike ugyanakkora hozzájárulással segíti a kívánt hatást, az autós közlekedés lassítását, esetleg megbénítását. Ha elegendő számú felvonuló gyűlik össze, a forgalom városszerte lelassul, vagy akár teljesen bedugul, függetlenül attól, hogy hány diák és hány államelnök kerekezik közöttük. A biciklizők homogén tömeget alkotnak, amelyben mindenkinek azonos a szerepe.
A „kritikus tömeg” fogalmát remekül leírja a "The critical mass in collective action" című szociológiai klasszikus. A könyvben Mancur Olson tömegekről szóló szociális teóriája (azaz, hogy az érdekképviseletek, érdek csoportosulások, látszatuk ellenére mégsem ösztönzi az embereket arra, hogy egy közös jó érdekében cselekedjenek) került kiegészítésre.